# 胡嶠
胡峤（？—？），字文峤。五代后晋时期华阳（今安徽绩溪华阳镇）人。
後晋時擔任同州郃阳（今陝西合陽）县令。会同十年（947年），胡峤為宣武軍節度使蕭翰掌書記，隨軍入契丹，吃到西瓜。這是漢人吃西瓜的第一次記載。萧翰被杀，胡峤居契丹七年，廣順三年歸中原。寫成《陷虜記》數卷。著有《梁朝名画录》。